# Lee Sang-yi
Dans ce nom coréen, le nom de famille, Lee, précède le nom personnel.
Lee Sang-yi (coréen : 이상의), né en 1922 en Corée, est un joueur de football international sud-coréen, qui évoluait au poste de milieu de terrain.

## Biographie

### Carrière en sélection
Avec l'équipe de Corée du Sud, il figure dans le groupe des sélectionnés lors de la Coupe du monde de 1954. Il ne dispute toutefois aucun match lors du mondial organisé en Suisse.